# Marianische Kongregation

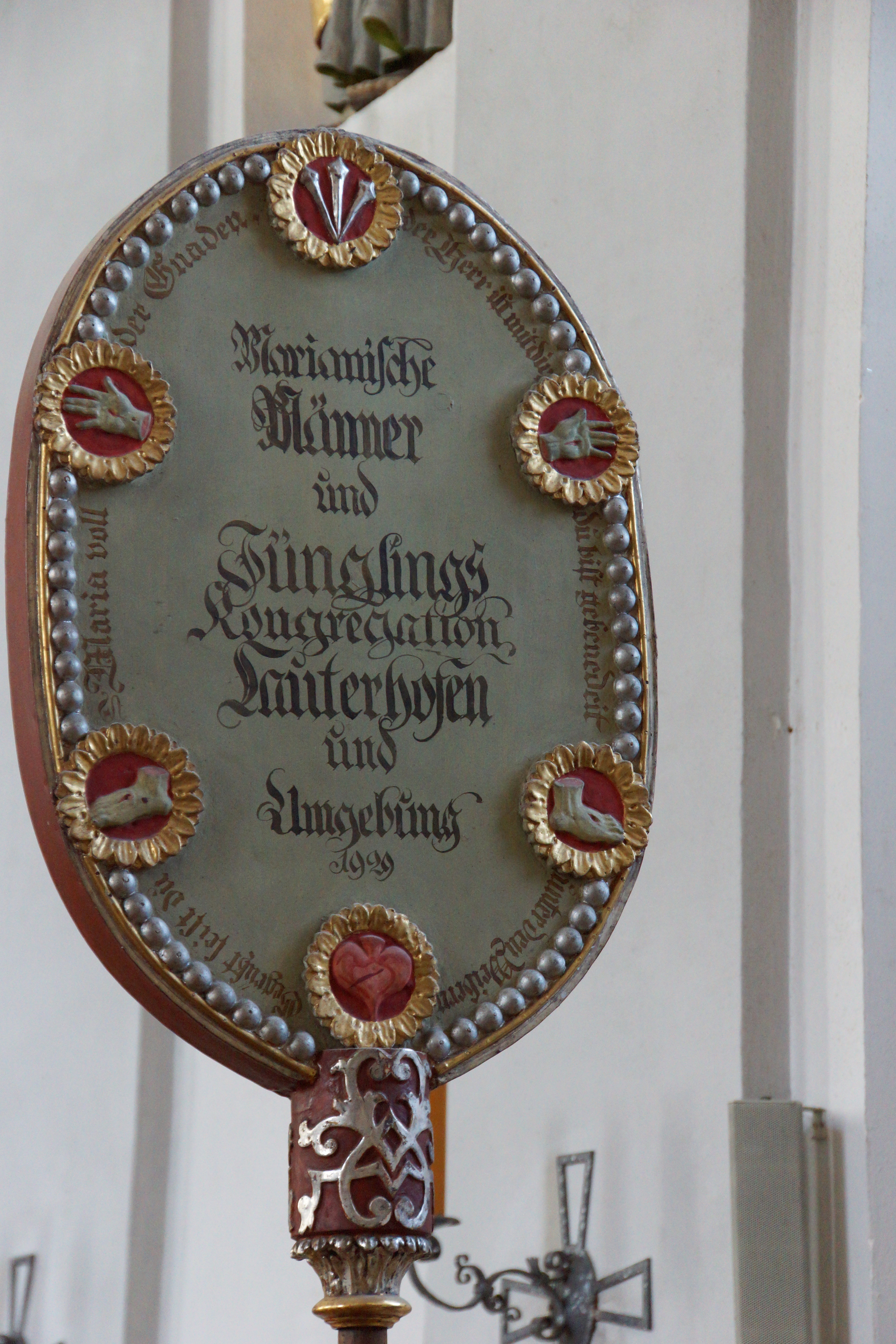
Prozessionsstange der „Marianischen Männer und Jünglingskongregation Lauterhofen“ in der Oberpfalz

Die Marianische Kongregation (lat.: Congregatio Mariana; kurz MC oder MK) ist eine vom Jesuitenpater Jean Leunis SJ im Jahre 1563 errichtete kirchliche Vereinigung, die 1584 von Papst Gregor XIII. mit der Bulle Omnipotentis Dei bestätigt wurde. Die erste Gründung einer Marianischen Kongregation im deutschsprachigen Raum fand 1573 in Wien statt, es folgten 1574 Dillingen an der Donau, 1576 Köln, 1582 Koblenz und 1588 Augsburg. In den Gründungsjahren gehörten den MCen nur Männer an, dadurch entstand ebenfalls die Bezeichnung Marianische Männer-Kongregationen (MMC). 1751 entstanden auch Marianische-Frauen-Kongregationen (MFC). Papst Pius XII. leitete 1948 mit der Apostolischen Konstitution Bis saeculari die eine neue Bewegung der Marienverehrung ein. 1953 gründete sich der Weltverband der Marianischen Kongregation, der sich 1956 der Konferenz der Internationalen Katholischen Organisationen anschloss. Mehrere Marianische Kongregationen gingen ebenfalls in der 1967 gegründeten Gemeinschaft Christlichen Lebens auf, die sich am ursprünglichen Schwerpunkt der Exerzitien des Ignatius orientiert, während andere Marianische Kongregationen ihre Eigenständigkeit mit dem Schwerpunkt auf der Marianischen Orientierung behielten.

## Ziele und Bewusstsein
Ziel der Kongregation ist ein einheitliches Leben und Glauben, welches den ignatianischen Grundsätzen „Gott suchen und finden“ entspricht. Hierzu orientierten sie sich an den Exerzitienanweisungen des Heiligen Ignatius von Loyola und sind bestrebt, deren Spiritualität im täglichen Leben umzusetzen. Papst Benedikt XIV. gab 1748, mit der Bulle „Gloriosae Dominae“, die Impulse zur Marienverehrung, die von den Marianischen Kongregationen zur weiteren Richtschnur ihrer Lebensvorstellungen wurde, besonders ab der Aufhebung des Jesuitenordens 1773; zu diesem Zeitpunkt wurden die Kongregationen den Bischöfen unterstellt. Die Mitglieder setzten sich somit die Marienverehrung zum Ziel und verfolgten ein aktives Apostolat. In ihren Kongregationen verstehen sich die Mitglieder als Sodalen, das bedeutet, dass sie als Gemeinschaft zusammenstehen und sich für ein Allgemeinwohl einsetzen wollen. Mit der Aufnahme weiht sich jeder Sodale der Gottesmutter.

## Geschichte
Seit der Gründung der Gesellschaft Jesu, auch als Jesuiten bekannt, entwickelte sich gleichzeitig eine Laienbewegung, die sich den Zielen der Gesellschaft verbunden fühlte. 1563 gründete der aus Belgien stammende Jesuit Jean (Jan) Leunis (1532–1584) am Collegio Romano eine Studentengruppe. Diese Gemeinschaft fühlte sich der Muttergottes Maria verbunden und war bestrebt ihr Leben dem Werk Gottes zur Verfügung zu stellen. Aus diesem Grund wählten sie das Fest Mariä Verkündigung (25. März) zu ihrem Ehrentag. 1576 zählte man auf der ganzen Welt ungefähr 30.000 Mitglieder, die überwiegend von Schülern und Studenten gestellt wurden. Bereits 1573 gründete sich die erste Marianische Kongregation in Wien und 1578 in Innsbruck, es folgten an den Jesuitenschulen weitere Gründungen und nach Augsburg im Jahr 1588 folgten 1592 Regensburg und 1599 Altötting. Aber auch an europäischen Jesuitenschulen gründeten sich nach dem Gründerbeispiel weitere Kongregationen. Im Jahre 1584 bestätigte Papst Gregor XIII. (1572–1585) die Marianische Kongregation am Collegio Romano als eine „Kirchliche Gemeinschaft“ und erhob sie zur „Mutter und Haupt“ aller anderen Marianischen Männerkongregationen. Die Jurisdiktion erhielt der Generalsuperior der Jesuiten in Rom, 1587 erarbeitete Claudio Acquaviva die ersten Grundregeln für die Marianische Kongregation. 1751 gründeten sich mit päpstlicher Genehmigung auch Marianische Frauen-Kongregationen und Kongregationen beider Geschlechter.

## Trennung von den Jesuiten
Die Aufhebung des Jesuitenordens im Jahre 1773 beendete auch die Jurisdiktion der Jesuitenoberen über die Marianischen Kongregationen, deren Aktivitäten und Mitgliederzahl erheblich zurückgingen. Papst Clemens XIV. (1769–1774) ordnete an, dass die bestehenden Kongregationen in die Jurisdiktion der Bischöfe zu übergeben sei. Jeder Kongregation wurde ein klerikaler Präses vorangestellt. Der Präses durfte weiterhin kein Angehöriger des Jesuitenordens sein. Es kam zu Neugründungen, die Mitgliederzahl wuchs, besonders nach der Verkündigung des Dogmas über die „Unbefleckte Empfängnis Mariens“ (1854), bis zu 80.000 an. Mit der Wiederzulassung des Jesuitenordens im Jahr 1814 nahm die Ordensleitung den Ursprung der Marianischen Kongregationen wieder auf und installierte 1924, in der Generalkurie des Ordens, in Rom ein Zentralsekretariat für die Marianischen Kongregationen.

## Marianische Jungfrauen-Kongregation in der Schweiz
1897 gründete Maria Wellauer zusammen mit Johannes Evangelist Kleiser die Marianische Kongregation für deutschsprachige katholische Dienstbotinnen in Freiburg. Ein Jahr später folgte die offizielle Gründung des Kanisiusschwester-Ordens und die Eröffnung eines Mariaheims. 
Religionslehrer Josef Zuber legte im Rahmen der Wiederbelebung der marianischen Jungfrauen-Kongregation (MJK) 1919 eine Probenummer für eine Verbandszeitschrift namens Das Marienkind vor, welche ab 1920 monatlich erschien. Die Anfänge scheinen eher verhalten zu sein. Unter P. Walter Mugglin SJ, Redaktor von 1932 bis 1960, zogen Kongregationszentrale und Redaktion vom katholischen Luzern ins protestantische Zürich. Die Zeitschrift änderte 1933 ihren Namen in Unsere Führerin. Die Auflage stieg von 14 000 auf über 54 000 (1954). Mit dem Schwinden der Kongregationen sank sie 1966 auf 33 000. Mugglin verhalf der MJK in den 1930er-Jahren zu neuer Blüte und gründete 1933 zur Nachwuchsförderung die Mädchen-Jugendgruppen Blauring. Die Zeitschrift änderte ihren Namen 1964 in Ancilla und wurde zur von Elle inspirierten Frauenzeitschrift. 1979/80 erfolgte ein neuer Namenswechsel zu Mirjam. 1999 wurde die Zeitschrift eingestellt. Die Kongregationszentrale war bereits 1975 aufgelöst worden, da die marianischen Jungfrauenkongregationen nicht mehr zeitgemäß waren.

## Neubelebung
Papst Pius XII. (1939–1958) erreichte mit der Apostolischen Konstitution „Bis saeculari die“ von 1948 eine Neubelebung der kirchlichen Vereinigungen. Er lobte die Sodalität und bestätigte auch den Marianischen Kongregationen, dass sie an der Verbreitung und der Verteidigung des katholischen Glaubens einen erheblichen Anteil hätten. 1953 wurde der Weltverband der Marianischen Kongregation gegründet, der sich ab 1956 der Konferenz der Internationalen Katholischen Organisationen anschloss. Hieraus entwickelte sich 1967 die „Gemeinschaft Christlichen Lebens“.

## Marianische Männerkongregationen in Deutschland

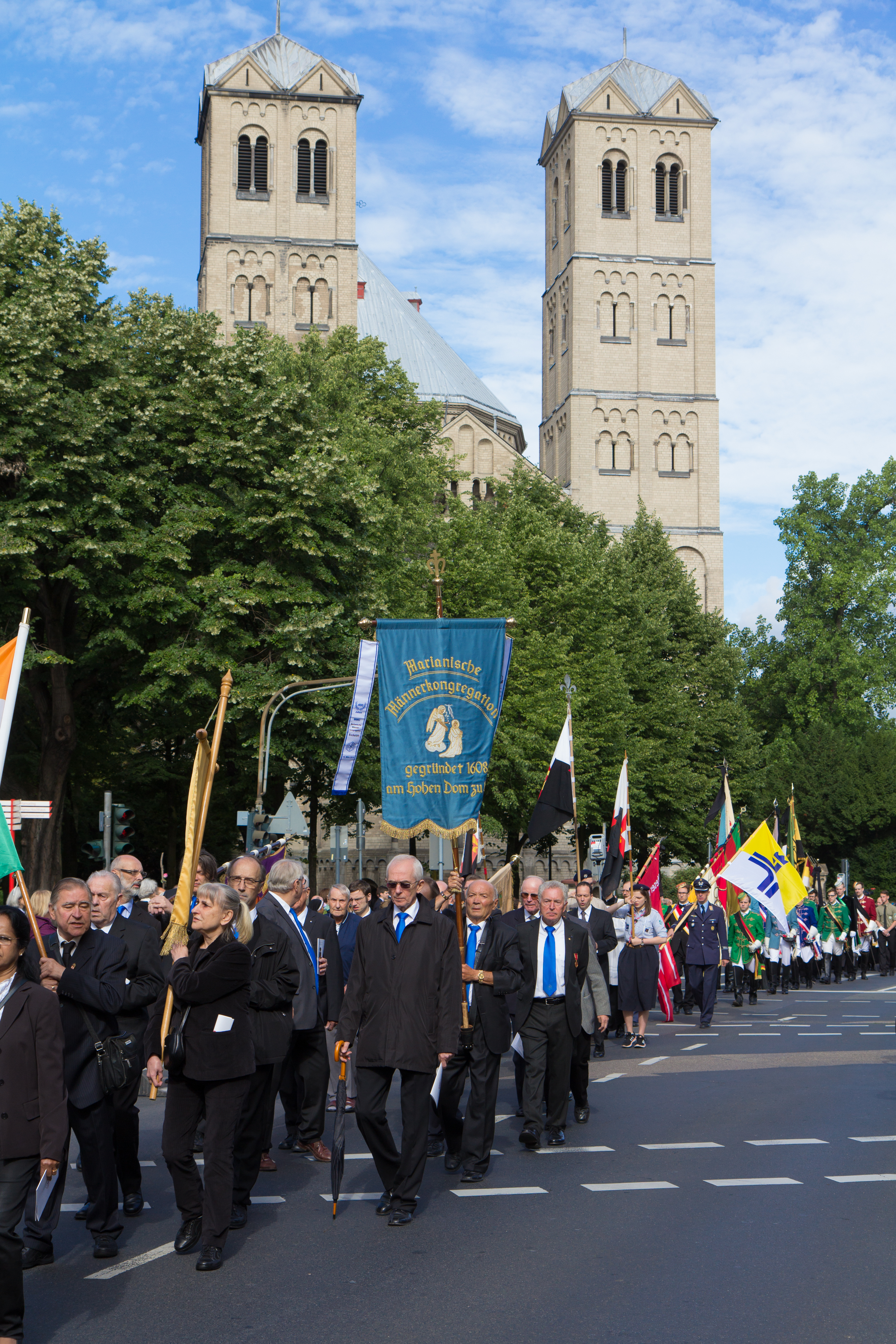
Marianische Männerkongregation Köln zum Hohen Dom (1608) im Trauerzug für Joachim Meisner 2017

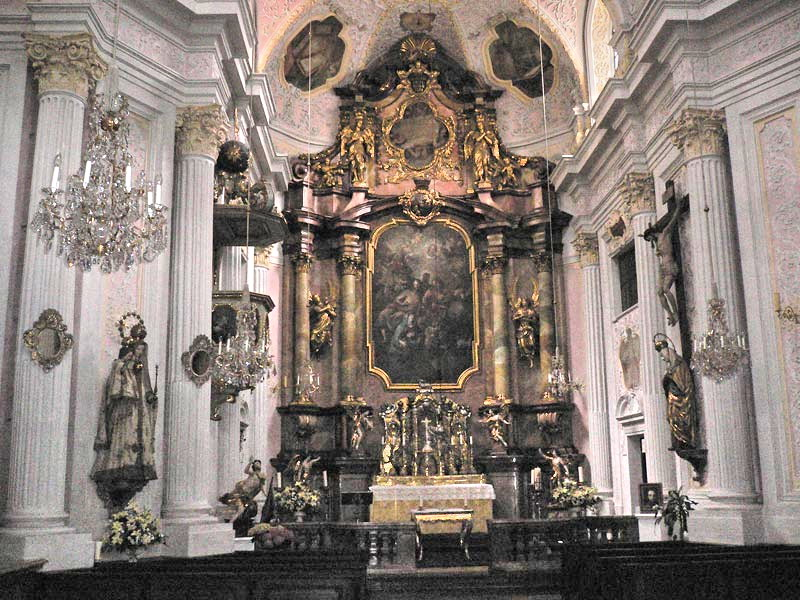
Inneres der Dreifaltigkeitskirche in München. Links im Bild ist die Marienstatue der ehemaligen Lateinischen Kongragtion zu sehen.

In Deutschland schlossen sich nicht alle Marianischen Kongregationen der 1967 ins Leben gerufenen Gemeinschaft Christlichen Lebens (GCL) an. Das schließt jedoch eine enge Zusammenarbeit nicht aus, so sind beispielsweise die eigenständigen „Bayerischen Männerkongregationen“ auf nationaler Ebene mit der GCL assoziiert. Örtlicher Schwerpunkt der Kongregationen ist Bayern, dort gibt es 15 Marianische Männerkongregationen mit ca. 45.000 Sodalen. Die Mittelpunkte sind: Amberg, Augsburg, Aschaffenburg, Bamberg, Cham, Eichstätt, Freising, Ingolstadt, Landshut, München (Lateinische Kongregation „Prima Latina“ an der Dreifaltigkeitskirche sowie die der Bürger am Bürgersaal cms), Passau, Pfreimd, Regensburg und Straubing. Es folgt eine kleine Auswahl und Übersicht der ältesten noch aktiven Marianischen Männerkongregationen in Deutschland:
- Marianische Jünglings Congration am Mergener Hof (1576)[5]
- Marianische Männer-Congregation Regensburg „Mariä Verkündigung“ (1592)
- Marianische Männerkongregation am Wallfahrtsort Altötting (1599) , dazu gehören die Ortsgruppen Marianische Männerkongregation (MC) Palling und Freutsmoos, Marianische Männerkongregation Haag (1878), Marianische Männerkongregation Roßbach
- Marianische Männerkongregation Köln zum Hohen Dom (1608)
- Marianische Männer- und Jungmänner-Sodalität „Mariä Himmelfahrt“ Fulda (1609)
- Marianische Männerkongregation „Mariä Verkündigung am Bürgersaal in München“ (1610)
- Marianische Kongregationen Augsburg (1613)
- Marianische Männerkongregation Eichstätt „Mariä Verkündigung“ (1615)
- Marianische Männerkongregation Landshut und Umgebung (1629)
- Marianische Männerkongregation „Mariä Verkündigung“ Straubing (1646), dazu gehören die Ortsgruppen Marianische Männerkongregation (MMC) Hainsbach, MMC Stallwang, MMC Wetzelsberg und die MMC Loitzendorf
- Marianische Männerkongregation Freising (1861)
- Marianische Männerkongregation Marktl (1868)
- Marianische Männerkongregation Rimbach (1910)
- Marianische Männerkongregation Gleißenberg (1913)

## Marianische Kongregation in Österreich
Seit 1960 ist sie in einer österreichweiten Arbeitsgemeinschaft organisiert. Die moderne Weiterführung sind die Gemeinschaften christlichen Lebens.
- Marianische Kongregation Wien, jetzt GCL Wien (1573)
- Marianische Kongregation Innsbruck (1578)[6][7]